# Hans van Ooyen
Hans van Ooyen (* 23. Februar 1954 als Hansgeorg van Ooyen in Duisburg-Rheinhausen) ist ein deutscher Schriftsteller, Cheflektor und Fotokünstler.

## Leben
Hans van Ooyen wurde am 23. Februar 1954 als Sohn eines Ingenieurs und Kunstmalers im Duisburger Stadtbezirk Rheinhausen geboren. Schon als Schüler gewann er mehrere literarische Wettbewerbe. Nach absolviertem Abitur und Wehrdienst studierte er ab 1975 an der Ruhr-Universität in Bochum Germanistik und Philosophie. Die Lektüre der Werke Bertolt Brechts prägten van Ooyens ersten lyrischen Versuche. Bereits 1974 gab es eine erste Veröffentlichung unter dem Titel Das wollen wir wissen. Mit seinen Texten für den Rundfunk fand van Ooyen ab 1979 auch internationale Resonanz. Das in neonazistischen Kreisen angesiedelte Hörspiel Der letzte Fall wurde zunächst in der ČSSR und in der DDR gesendet und erst danach im Südwestfunk und im Westdeutschen Rundfunk. Auch sein 1980 entstandenes Hörspiel Die blutige Erika, das den Düsseldorfer Majdanek-Prozess behandelt, wurde zuerst in der ČSSR und in Frankreich ausgestrahlt. Neben weiteren Hörspielen veröffentlichte van Ooyen 1981 seinen ersten Prosaband Die Schrift an der Wand, der Satiren und Kurzgeschichten enthält und ihm ein Arbeitsstipendium des Kultusministers von Nordrhein-Westfalen verschaffte. 1980 trat er in den Verband deutscher Schriftstellerinnen und Schriftsteller ein und übernahm dort später eine Aufgabe im Landesvorstand NRW.
Van Ooyens Wortführerschaft als linker politischer Aktivist in den Achtzigerjahren dokumentieren beispielsweise seine Sachbücher Der Reagan-Report sowie Zu den Sternen – Wohin sonst? (beide 1982 beim DKP-nahen Weltkreis-Verlag erschienen), die die Militarisierung des Weltraums thematisieren. 1983 erschien sein Buch Heute gehört uns Deutschland, das die Geschichte der nationalsozialistischen Machtergreifung 1933 behandelt. Beruflich arbeitete van Ooyen zunächst als Lektor sowie Cheflektor eines Verlages und danach im Marketing-Management in Dortmund. Von 1991 bis 2001 war er als Prokurist und Gesellschafter einer Agentur für Marketing und Werbung in Dortmund, Berlin und Potsdam tätig. Seit 2001 wirkt van Ooyen als freier Schriftsteller und Ghostwriter. Sein fortwährendes politisches Engagement zeigt sich auch durch seine zahlreichen Lesungen an Schulen. In seinem Kinderbuch Die Rückkehr der Wassermänner und im Kriminal-Hörspiel Die Tote in der Emscher sowie auch in der Beteiligung beim Erstellen des Reiseführers Mensch. Emscher! Eine Expedition durch das Neue Emschertal zeigte van Ooyen seine enge Verbundenheit mit dieser Region, die umweltschädigende Einflüsse der frühen Industrialisierung zu bewältigen hatte. Darüber hinaus engagiert er sich im „Verein Emscher Freunde e.V. (Bottrop)“ für die Renaturierung der Emscher.
Neben weiteren Prosa-, Lyrik- und Reportage-Bänden wie auch Reiseführern, wandte sich van Ooyen in den letzten Jahren verstärkt der Fotokunst zu, die ihn seit frühester Jugend interessierte und was sich zwischenzeitlich in zahlreichen eigenen Fotobänden niederschlug sowie zur eigenen Verlagsgründung führte.

## Werke

### Prosa
- 1981: Die Schrift an der Wand. Kurzgeschichten und Satiren. Asso Verlag, Oberhausen.
- 1985: Atemzüge. Lyrik und Prosa. Gelsendruck, Gelsenkirchen (als Mitglied der „Gruppe Gelsenkirchener Autoren“).
- 1987: Wahre Geschichte aus meiner Stadt. Mit 1 Linolschnitt von Hansgeorg van Ooyen. Fuchstaler Presse, Denklingen.
- 1989: Fangschuß. Kurzprosa.
- 2002: Das Bild auf ihrer Haut. Erzählungen. Edition Fotokunst und Literatur, Recklinghausen.
- 2008: Eine Fuhre Liebe. 14 schamlose Geschichten. wtv Weimarer Taschenbuch Verlag, Weimar.
- 2016: Die Rückkehr der Wassermänner. Mit Emscherneckjunior durch das Neue Emschertal. Ein dokumentarisches Märchen. Verlag Peter Pomp, Bottrop.

### Lyrik
- 1984: Ende der Bescheidenheit. Gedichte. Vorwort von Max von der Grün. Weltkreis-Verlags-GmbH, Dortmund.
- 1987: Auch die Worte verfärben sich, wenn sie einander berühren. Erotische Gedichte. (Mit Radierungen von Klaus Eberlein). Fuchstaler Presse, Denklingen.
- 2004: Liebesflüstern. Erotische Gedichte. (Mit Aquarellen und Zeichnungen von Jost Heyder). Weimarer Verlagsgesellschaft, Weimar.

### Sachbücher
- 1983: Heute gehört uns Deutschland. Die lange Geschichte der faschistischen Machtergreifung. Weltkreis-Verlags-GmbH, Dortmund. ISBN 3-88142-286-2
- 1988: Leben vorm Pütt. Texte und Bilder aus einer Arbeitersiedlung. (Zusammen mit Jürgen Betz). Klartext-Verlag, Essen. 	ISBN 3-88474-329-5
- 2004: Zu Gast im Schloss. Übernachten in Schlössern, Burgen, Herrenhäusern und Klöstern in Deutschland. ReiseArt Verlagsgruppe, Erfurt/Weimar. ISBN 3-933572-33-9

### Fotobücher und Kalender
- 2002: Close to You. Erotic Moments. ReiseArt Verlagsgruppe, Erfurt/München/Osnabrück.
- 2003: Himmelskörper. Celestial Bodies. Bodyart im Zeichen der Sterne. Weimarer Verlagsgesellschaft, Weimar (Kalender).
- 2004: Strip Sessions. Fine Art Nude Photography. ReiseArt Verlagsgruppe, Erfurt/Weimar.
- 2004: Erotic Colours. 10 Years Fine Art Photographie. ReiseArt Verlagsgruppe, Erfurt/Weimar.
- 2004:  CityLights. ReiseArt Verlagsgruppe, Erfurt/Weimar.
- 2005: Akte von Frauen. Zwölf Kunstdrucke. ReiseArt Verlagsgruppe, Erfurt/Weimar.
- 2005: Bodypaintings. ReiseArt Verlagsgruppe, Erfurt/Weimar.
- 2005: Kunst:Werk:Natur. ReiseArt Verlagsgruppe, Erfurt/Weimar (Kalender).

### Hörspiele
- 1979: Der letzte Fall. SWF. 1980: DDR.
- 1982: Wölfe. SWF.
- 2010: Klarer Fall. WDR.
- 2013: Die Tote in der Emscher. WDR.

### (Mit-)Herausgeberschaft
- 1982 zusammen mit Norbert Kühne: Wer früh stirbt ist länger tot. Texte zur Friedensbewegung. Das Pult 64/1982. St. Pölten (Österreich); Redaktion: Klaus Sandler.
- 1982: Der Reagan-Report. Weltmacht USA in Nöten. Weltkreis-Verlags-GmbH, Dortmund.
- 1982: Zu den Sternen – wohin sonst? Raumfahrt und Raketentechnik. Weltkreis-Verlags-GmbH, Dortmund.
- 1984: Wahnsinn USA. Von einem, der auszog die Freiheit zu erfinden. Weltkreis-Verlags-GmbH, Dortmund.
- 1984: Besetz deinen Platz auf der Erde. Gedichte und Erzählungen von Protest und Widerstand. Fischer Taschenbuch, Frankfurt am Main.
- 1985: Über den Hass hinaus. Texte zum 8. Mai 1945. Weltkreis-Verlags-GmbH, Dortmund.
- 1986: Wer soll etwas verändern, wenn nicht wir? Gedichte und Erzählungen von Protest und Widerstand. Fischer Taschenbuch, Frankfurt am Main.
- 1987: Acht Minuten noch zu leben. Neue Friedensgedichte aus der BRD. Verlag Neues Leben, Berlin.
- 1988: Meine zärtliche Insel. Neue Texte über die Liebe. Gelsendruck, Gelsenkirchen.
- 1996: Ohne Titel. Gelsendruck, Gelsenkirchen.
- 2008: Mensch. Emscher! Eine Expedition durch das neue Emschertal. Asso Verlag, Oberhausen.

## Auszeichnungen
- 1967, 1969: Preis des Kunstvereins für die Rheinlande und Westfalen
- 1974: Auszeichnung des Werkkreises Literatur der Arbeitswelt
- 1978: Auszeichnung im Georg-Weerth-Preis
- 1980: 1. Preis des Bulgarischen Rundfunks Sofia
- 1981: Auszeichnung im Jugendtheaterpreis der Badischen Landesbühnen
- 1984: Großer Preis des Rundfunks der ČSSR
- 1984: Auszeichnung im Lyrikpreis des Kommunalverbands Ruhrgebiet
- 1986: Alfred-Kitzig-Förderpreis für realistische Literatur der Stadt Ahlen (Westf.)
- 1987: Literaturpreis der Stadt Aachen
- 1987: Deutscher Kurzgeschichtenpreis Arnsberg
- [?]: Großer Preis der Cremona La Musa dell’Arte
- 2008: Menantes-Literaturpreis für erotische Dichtung
- 2009: Humanity Photo Award (für Men from Sahara)
- 2011: Kinder- und Jugendliteraturpreis „Eberhard und Bernadette“ des Landkreises Barnim
- 2011: 2. Preis Quo-Vadis-Kurzgeschichten-Preis (für Der Dekadenring von Konstanz)